# La mia età
La mia età è un album discografico della cantante italiana Milva, pubblicato nel 1979 dalla Dischi Ricordi.

## Descrizione
Nel 1978 Milva incide probabilmente uno dei suoi album più impegnati, concepito dal musicista tedesco Klaus Ebert e prodotto da Otto Draeger,  di canzoni scritte dal compositore greco Mikīs Theodōrakīs, avvalendosi delle prestigiose collaborazioni per i testi di alcuni dei poeti greci più importanti del '900 come Giorgos Seferis, Premio Nobel per la letteratura nel 1963, Tasos Livaditis, poeta greco di estrema sinistra, considerato tra i più eccezionali della sua generazione, Manos Eleutheriou e Iakovos Kambanellis. 
Il tema portante dell'album è la nostalgia del tempo e della giovinezza perduti, con numerosi riferimenti alla politica sotto forma di metafora.
L'album fu concepito per il mercato tedesco nel 1978 e distribuito in Germania, Austria e Canada con il titolo Von Tag Zu Tag. Per la traduzione in tedesco dei testi originali greci, la cantante si avvale di Thomas Woitkewitsch.
Nel 1979 l'album viene tradotto in italiano con testi adattati da Mara Cantoni e Massimo Gallerani con il titolo La mia età. Questa versione fu distribuita in diversi paesi come Spagna, Grecia, Venezuela, Brasile, Austria e Giappone.
Nel 1980 venne realizzata anche una versione in francese con il titolo Attends, La Vie, con testi adattati da Claude Lemesle, Pierre Delanoë e Georges Moustaki.
Curiosamente non fu mai realizzata una versione cantata in greco, ma fu distribuita più volte in questo paese la versione cantata in italiano col titolo 10 Songs by Mikis Theodorakis. Nel 2011 fu ristampata in Grecia con il titolo Flower, con l'aggiunta di altri quattro brani. Questa versione è anche disponibile sulle piattaforme digitali e streaming.

## Edizioni
L'album fu pubblicato in Italia in LP ed MC dalla Dischi Ricordi, con numero di catalogo SMRL 6249 e sebbene non esista una versione ufficiale italiana in CD, fu distribuito nel 1996 in Giappone su questo supporto.
L'album è stato pubblicato anche per le piattaforme digitali e in streaming

## Tracce
1. La mia età (Tin Porta Anigo To Vrady)
2. La casa al mare (Se Dromous Makry Nous)
3. Sogno di libertà (To Perigali)
4. Voltar pagina (Dromi Pou Hathika)
5. Fine settimana (Doxa To Theo)
6. I suoi vent'anni (O Ayeras Leei Mia Proseflhi)
7. Piccolo teatro (Miroloi Tis Vrochis)
8. Come spiegarti (To Traino Vevyi Stis Ochto)
9. Senza bagagli (Afti Pou Thartoun)
10. Dio che paura dell'amore (Mes Ston Kambo)